# Хайнрих I фон Сарверден-Киркел
Хайнрих I фон Сарверден-Киркел (на немски: Heinrich I von Saarwerden-Kirkel; * пр. 1214; † ок. 30 септември 1242) е граф на Сарверден и господар на Киркел (1214) в Източен Саарланд.
Той е син на граф Лудвиг I фон Сарверден „Стари“ († сл. 1200) и съпругата му Гертруд фон Дагсбург (Етихониди), дъщеря на граф Хуго X фон Дагсбург и Мец († сл. 1178) и Лиутгард фон Зулцбах († сл. 1163).
Брат е на Лудвиг III фон Сарверден († сл. 1246), граф на Сарверден (1212 – 1246)
През 1212/1214 г. братята разделят собствеността.
Хайнрих I фон Сарверден-Киркел умира 1242 г. Собствеността му е поделена между графовете фон Саарверден и от внуците му Арнолд фон Зирсберг († сл. 1270) и Йоханес фон Зирсберг († сл. 1271). Замъкът Киркел отива на Йоханес фон Зирсберг/Йоханес I фон Киркел († сл. 1271), който 1250 г. се нарича „фон Киркел“. Лудвиг IV фон Сарверден († 1243) получава имотите на горен Саар. Другата половина от Киркел е собственост на графовете фон Саарверден.

## Фамилия
Хайнрих I фон Сарверден-Киркел се жени пр. 1223 г. за Ирментруд фон Боланден (* пр. 1223; † сл.1256), вдовица на Валтер II Шенк фон Шюпф (* пр. 1199; † сл. 1218), дъщеря на Филип II фон Боланден († 1187/1198) и съпругата му Хилдегард фон Хагенхаузен. Те имат една дъщеря:
- Мехтхилд фон Сарверден и Киркел, омъжена за Алберт фон Зирсберг, син на Арнулф фон Зирсберг († сл. 1180)